# Sören Opti
Sören Opti (Paramaribo, 16 mei 1997) is een badmintonner uit Suriname.
Op de Olympische Zomerspelen van Rio de Janeiro in 2016 was hij de vlaggendrager voor Suriname. Hij speelde in het heren-enkeltoernooi en eindigde als 14e.
Opti is meervoudig Surinaams nationaal kampioen, zowel in het enkelspel als het herendubbelspel.
Dankzij een wildcard zou hij meedoen aan de Olympische Zomerspelen van 2020. Kort voor vertrek werd hij echter positief bevonden op COVID-19, waardoor zijn deelname niet door kon gaan.